# Eckfigur (Heraldik)

Eckfigur: Adler, in den Ecken von Kreuzen begleitet (Grünstadt)

Winkelfigur: Durchgehendes, geschliffenes Kreuz, bewinkelt von vier Lilien (Rauenberg)

Mit Eckfigur wird in der Heraldik die besondere Stellung von Figuren im Feld oder Schild bezeichnet. Dabei wird eine Hauptfigur, wie ein Wappentier oder eine andere gemeine Figur beispielsweise, von einer oder mehreren kleineren gemeinen Figuren so umgeben, dass diese in den Ecken des Wappenschildes gestellt werden.
Eine besondere Eckfigur ist die Winkelfigur. Von dieser ist die Rede, wenn eine gewisse Anzahl kleiner Figuren in einer Weise um die Hauptfigur verteilt sind, so dass sie gleichmäßig in die von der Hauptfigur (z. B. einem Kreuz) freigelassenen Winkel/Ecken verteilt sind.